# DECnet
DECnet – zestaw protokołów komunikacyjnych stworzonych przez Digital Equipment Corporation w latach 70. XX wieku. Służył wówczas do łączenia w sieć peer-to-peer różnego rodzaju minikomputery w tym PDP-8 oraz PDP-11. Pierwotnie zbudowany z czterech warstw, by w 1982 roku przekształcić się w siedmio-warstwowy protokół sieciowy zgodny z modelem OSI.
DECnet pozwalał łączyć komputery z kilkoma różnymi systemami w jedną sieć. OpenVMS – flagowy system DEC – był w pełni i od początku zintegrowany z DECnet. Później stworzono również pakiet PATHWORKS, który umożliwiał łączenie urządzeń w sieci DECnet z różnymi komputerami, w szczególności z komputerami z takimi systemami, jak: Apple Macintosh, DOS, Microsoft Windows oraz OS/2.
Choć protokoły związane z DECnet zostały zaprojektowane przez Digital Equipment Corporation, to DECnet w późniejszych edycjach został opublikowany jako otwarty standard, a kilka implementacji zostało opracowanych poza DEC, w tym dla FreeBSD i Linux. Kod DECnet w jądrze Linux został oznaczony jako porzucony 18 lutego 2010 roku i usunięty 22 sierpnia 2022 roku.